# Iglesia de Santa María de la Peña (Brihuega)
La iglesia de Santa María de la Peña es un templo católico de la localidad española de Brihuega, en la provincia de Guadalajara.

## Descripción

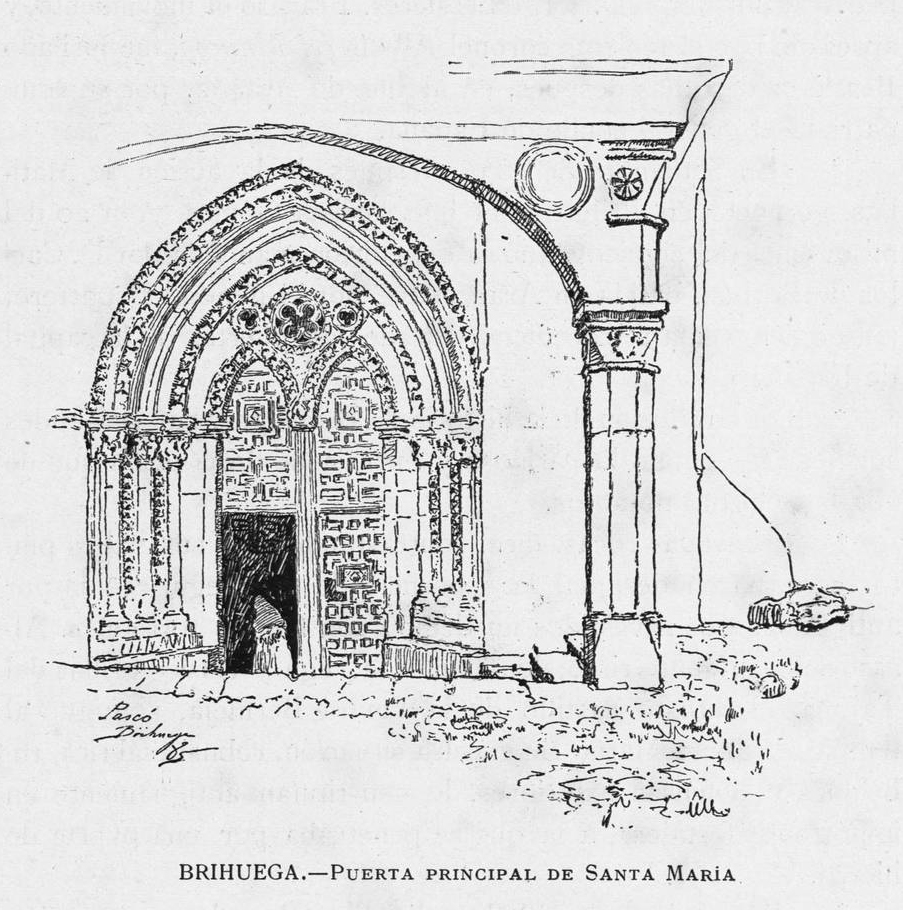
Puerta principal en un dibujo de Josep Pascó (1886)

Fue construida en los inicios del siglo XIII por orden del arzobispo Rodrigo Jiménez de Rada. De estilo cisterciense, el templo alberga la imagen de la patrona de la localidad y que da nombre a la iglesia, la Virgen de la Peña.
Está incluida dentro del Conjunto Histórico de la Villa de Brihuega, que en la actualidad cuenta con el estatus de bien de interés cultural.